# تاکوما کوگا
تاکوما کوگا (انگلیسی: Takuma Koga؛ زادهٔ ۳۰ آوریل ۱۹۶۹) بازیکن فوتبال اهل ژاپن است.
از باشگاه‌هایی که در آن بازی کرده‌است می‌توان به باشگاه فوتبال جوبیلو ایواتا، باشگاه فوتبال شیمیزو اس-پالس، و باشگاه فوتبال سرزو اوساکا اشاره کرد.